# السيج
السيج تُنطق أيضاً (السِيق) هي إحدى مناطق قطر تقع في بلدية الريان،.
في التعداد السكاني للعام 2015 وُضعت ضمن المنطقة 51؛ التي كان عدد تعدادها السكاني 56027 نسمة، والتي تشمل أبضاً مناطق: أزغوى، غرافة الريّان، روضة اقديم، بني هاجر، والثميد. تجاورها من ناحية الشرق منطقة بني هاجر، ومن الجنوب منطقة الوجبة، ومن الغرب روضة الجهانية، ومن ناحية الجنوب روضة اقديم.
من المناطق التي تسعى وزارة البيئة والبلدية متمثلة في إدارة الحياة الفطرية بتسويرها بالحواجز المتحركة لحماية الحياة الفطرية بها

## أصل التسمية
آتى أصل التسمية من كلمة ساق؛ والتي تعني ساق الشجرة، لان المنطقة تقع في روضةٍ بها العديد من النباتات وأشجار السدر ذات الفوائد المتعددة، وكانت تستخدم سيقانها كمواد بناء